# Robert Micheu
Robert Micheu (* 8. Juli 1975 in Klagenfurt) ist ein ehemaliger österreichischer Fußballspieler und -trainer. Seit Dezember 2024 ist er Präsident des SK Austria Klagenfurt.

## Karriere

### Als Spieler
Micheu begann seine Karriere beim SK Austria Klagenfurt. Zur Saison 1993/94 wechselte er zum LASK. Im April 1994 debütierte Micheu für den LASK in der 2. Division, als er am 22. Spieltag jener Saison gegen die SV Ried in der Startelf stand. Im Mai 1994 erzielte er bei einem 4:1-Sieg gegen den Kremser SC sein erstes Tor in der zweithöchsten Spielklasse. Zu Saisonende stieg er mit den Linzern in die Bundesliga auf. Im August 1994 gab er sein Debüt in der höchsten Spielklasse, als er am vierten Spieltag der Saison 1994/95 gegen den SK Vorwärts Steyr in der 88. Minute für Manfred Linzmaier ins Spiel gebracht wurde.
Zur Saison 1995/96 wechselte er zum Zweitligisten FC Linz, für den er jedoch nicht zum Einsatz kam. Daraufhin schloss er sich in der Winterpause jener Saison dem Ligakonkurrenten SV Braunau an. In den folgenden drei Jahren absolvierte er 86 Zweitligaspiele für Braunau, in denen er 16 Tore erzielen konnte. Im Jänner 1999 wechselte er zum VfB Admira Wacker Mödling. Mit den Niederösterreichern stieg Micheu 2000 in die Bundesliga auf.
Sein erstes Bundesligator erzielte er im November 2000 bei einem 2:1-Sieg gegen Schwarz-Weiß Bregenz. Im Sommer 2002 schloss er sich dem Zweitligisten Wiener Sportklub an, mit dem er 2003 jedoch aus der zweithöchsten Spielklasse absteigen musste. Daraufhin kehrte er zur Saison 2003/04 zum inzwischen zweitklassigen LASK zurück. Zur Saison 2004/05 wechselte er zum Regionalligisten SV Feldkirchen. Im Sommer 2012 wechselte er zum SC Globasnitz, für den er zuletzt im Juni 2018 spielte. Im Sommer 2018 hinterlegte er seinen Spielerpass beim SV Oberglan.

### Als Trainer
Im Mai 2009 wurde Micheu Trainer des Regionalligisten SV Feldkirchen, für den er bis 2012 auch noch als Spieler aktiv blieb. Mit Feldkirchen stieg er zum Ende der Saison 2008/09 aus der Regionalliga ab. Nach einer Saison in der Kärntner Liga stieg man 2010 wieder in die Regionalliga auf. In diesem Rhythmus ging es in den folgenden zwei Saisonen weiter: In der Saison 2011/12 spielte Feldkirchen wieder viertklassig und in der Saison 2012/13 erneut drittklassig, ehe man 2013 schließlich ein drittes Mal unter Micheu abstieg.
Im November 2016 trat er als Trainer von Feldkirchen zurück. Im Jänner 2017 wurde er Trainer des fünftklassigen SC Globasnitz, für den er bereits seit 2012 als Spieler aktiv war. Nach der Saison 2017/18 verließ er den Verein.
Im Oktober 2018 wurde Micheu Trainer des Zweitligisten SK Austria Klagenfurt. Im Dezember 2020 wurde Micheu durch Peter Pacult ersetzt, blieb dem Verein aber für den Nachwuchs erhalten.
Im Dezember 2024 wurde Micheu Präsident des SK Austria Klagenfurt.

## Persönliches
Sein Bruder Karl (* 1978) war ebenfalls Fußballspieler.